# لويس مارتينيز (لاعب كرة قدم مواليد 1999)
لويس مارتينيز (بالإسبانية: Luis Martínez Aguilar)‏ هو لاعب كرة قدم مكسيكي في مركز الدفاع، ولد في 1999 في تشيهواهوا في المكسيك. لعب مع نادي تيخوانا.